# Mika'il Beg
Mika'il Beg, noto anche come Tuqāq o Dukak (in persiano دقاق‎; in turco Dukak bey; in turkmeno Dukak beg o Dukak Temür Yalïgh; in azero Dukak bəy) (... – fl. tra la fine del X secolo e l'inizio del XI secolo), fu un capotribù turcico vissuto tra il X secolo e l'inizio dell'XI secolo.
Suo padre era Seljuq, noto come il fondatore della dinastia dei Selgiuchidi. Anche se i suoi nipoti sarebbero diventati sultani dopo la sua morte, Seljuq riuscì al massimo a imporsi come capotribù dei Kınık, un popolo legato a una confederazione di Turchi Oghuz. Allo stesso modo di altri Oghuz, Seljuq e i suoi figli non erano in principio musulmani. Tuttavia, dopo la conversione, iniziarono a combattere attivamente contro i non musulmani. Mika'il fu ucciso nel corso di una di queste battaglie, sebbene la data esatta della sua morte resti incerta e venga collocata all'inizio dell'XI secolo (forse nel 1009).
Mika'il Beg ebbe due figli, i quali contribuirono indubbiamente alla creazione dell'impero selgiuchide: Chagri (989-1060) e Tughril (990 circa-1063). Chagri fu l'antenato di tutti i successivi sultani selgiuchidi (tranne di quelli legati al Sultanato di Rum).